# Chi Mít
Chi Mít hay chi Chay (danh pháp khoa học: Artocarpus) là một chi của khoảng 60 loài cây thân gỗ sinh sống trong khu vực Đông Nam Á và các đảo trên Thái Bình Dương, thuộc về họ Dâu tằm (Moraceae). Chi này có quan hệ gần và khó phân biệt với chi Ficus chứa các loài đa, sanh, si, sung, đề. Tên gọi chung phổ biến của các loài là mít, chay và xa kê.

## Đặc điểm
Phần lớn các loài trong chi này là các cây gỗ (một ít là cây bụi) cao 15–20 m; với nhựa mủ, trong đó lá, thân và cành con đều có thể sinh ra nhựa màu trắng sữa.
Các lá thường xanh hay sớm rụng có lá kèm, mọc so le hay vòng hoặc xếp thành hai dãy, dao động từ nhỏ và nguyên (như ở Artocarpus integer) tới lớn và xẻ thùy (như ở Artocarpus communis). Các lá hình tim của Artocarpus communis kết thúc với chóp lá dài và nhọn.
Các loài của chi này là đơn tính cùng gốc, với các hoa đơn tính của cả hai giới đều có mặt trên cùng một cây. Các cụm hoa sinh ra trên thân hay các cành chính. Các hoa đực mọc thành bông đuôi sóc. Các hoa cái nhỏ, màu hơi xanh lục mọc thành các cụm hoa ngắn, nhiều thịt trên một đế hoa lồi. Sau khi thụ phấn chúng phát triển thành quả tụ có thể rất lớn, gồm nhiều quả bế hợp thành. Bầu nhụy thượng. Hạt không có nội nhũ
Một vài loài trong chi này có quả ăn được và được trồng khá phổ biến, như xa kê (Artocarpus altilis), mít tố nữ (Artocarpus integer), mít (Artocarpus heterophyllus) và marang (Artocarpus odoratissimus). Trong sửa đổi gần đây nhất của chi Artocarpus, loài hay thay đổi Artocarpus communis được coi là chứa cả ba loài xa kê: Artocarpus altilis, Artocarpus mariannensis và Artocarpus camansi.
Tên gọi 'Artocarpus' có nguồn gốc từ tiếng Hy Lạp 'artos' (= bánh mì) và 'karpos' (= quả). Tên gọi khoa học này được Johann Reinhold Forster và J. Georg Adam Forster, một đội các nhà thực vật học là cha và con trên boong tàu HMS Resolution trong chuyến thám hiểm lần hai của thuyền trưởng James Cook.
Xa kê và mít được trồng khá phổ biến tại Đông Nam Á. Các loài khác được trồng có tính chất địa phương hơn để lấy gỗ, quả hay hạt ăn được. Tại Việt Nam hiện đã biết có 13 loài.

## Các loài
Nghiên cứu phát sinh loài gần đây, dựa trên kiểu sắp xếp lá, các đặc trưng giải phẫu lá và lá kèm, chỉ ra sự tồn tại của ít nhất là 2 phân chi trong chi Artocarpus:
- Phân chi Artocarpus: Bao hoa của quả là hợp sinh một phần.
- Phân chi Pseudojaca: Bao hoa hợp sinh hoàn toàn.

Chi Prainea có quan hệ họ hàng gần với phân chi Pseudojaca và một số nhà nghiên cứu coi nó như là phân chi thứ ba của chi Artocarpus. Danh sách một số loài dưới đây là tuân theo cách hiểu truyền thống.
- Artocarpus blancoi
- Artocarpus chama: Mít dại
- Artocarpus chaplasha
- Artocarpus communis[1]

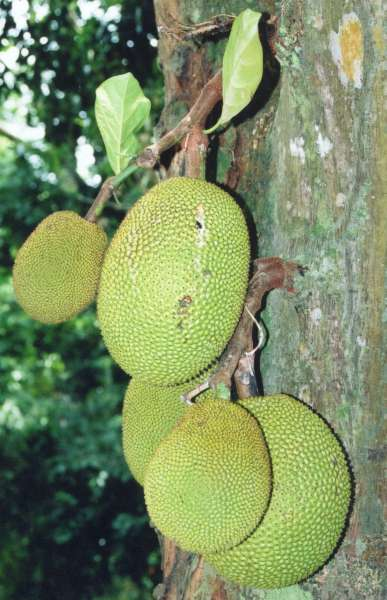
Quả mít (Artocarpus heterophyllus) trên cây

  - Artocarpus altilis: Xa kê (gộp trong A. communis hay có thể tách riêng)
  - Artocarpus camansi (gộp trong A. communis hay có thể tách riêng)
  - Artocarpus mariannensis (gộp trong A. communis hay có thể tách riêng)
- Artocarpus elasticus
- Artocarpus gomezianus[1]: Mít chay, chay nhung
- Artocarpus gongshanensis
- Artocarpus heterophyllus[1]: Mít
- Artocarpus hirsutus
- Artocarpus hypargyreus: Bạch quế mộc
- Artocarpus integer[1]: Mít tố nữ
- Artocarpus lakoocha[1]: Chay lá to
- Artocarpus lingnanensis: Quế mộc
- Artocarpus melinoxylus[1]: Mít nài lá nhọn, mít gỗ mật
- Artocarpus montanus
- Artocarpus nanchuanensis: Mít Nam Xuyên
- Artocarpus nigrifolius
- Artocarpus nitidus[1]: Chay lá bóng hay mít rễ khoai, vỏ khoai
- Artocarpus nobilis
- Artocarpus odoratissimus: Marang
- Artocarpus ovatus
- Artocarpus petelotii[1]: Chay Cúc Phương, chay Petelot, mít Petelot
- Artocarpus pithecogallus
- Artocarpus rigidus[1]: Mít nài, da xóp
- Artocarpus rubrovenus
- Artocarpus styracifolius[1]: Chay lá bồ đề, vỏ khoai
- Artocarpus tamaran
- Artocarpus tonkinensis[1]: Chay Bắc Bộ, chay vỏ tía
- Artocarpus treculianus
- Artocarpus xanthocarpus: Chay quả vàng